# Scylaticus
Scylaticus is een vliegengeslacht uit de familie van de roofvliegen (Asilidae).

## Soorten
- S. albofasciatus Engel, 1932
- S. braunsi Londt, 1992
- S. bromleyi Londt, 1992
- S. bunohippus Londt, 1992
- S. callimus Londt, 1992
- S. camptus Londt, 1992
- S. ceratitus Londt, 1992
- S. costalis (Wiedemann, 1819)
- S. cruciger Hermann, 1921
- S. cuthbertsoni Londt, 1992
- S. chrysotus Londt, 1992
- S. danus Londt, 1992
- S. degener Schiner, 1868
- S. elamiensis Abbassian-Lintzen, 1964
- S. engeli Bromley, 1947
- S. entrichus Londt, 1992
- S. godavariensis Joseph & Parui, 1999
- S. gongocerus Londt, 1992
- S. gymnosternum Londt, 1992
- S. hadromedus Londt, 1992
- S. histrio (Wiedemann, 1828)
- S. indicus Bromley, 1939
- S. iota Londt, 1992
- S. irwini Londt, 1992
- S. laevinus (Walker, 1849)
- S. loewi Londt, 1992
- S. lutescens Hermann, 1914

- S. marginatus Engel, 1932
- S. melanus Londt, 1992
- S. midas Londt, 1992
- S. miniatus Becker, 1915
- S. namibiensis Londt, 1992
- S. palestinensis Theodor, 1980
- S. pardalotus Londt, 1992
- S. phaeus Londt, 1992
- S. quadrifasciatus Engel & Cuthbertson, 1934
- S. ricardoae Londt, 1992
- S. ruficauda Bigot, 1878
- S. sayano Nagatomi, 1983
- S. semizonatus Becker, 1906
- S. suranganiensis Parui & Kaur & Kapoor, 1999
- S. thecarus Londt, 1992
- S. triginus Londt, 1992
- S. trophus Londt, 1992
- S. tyligmus Londt, 1992
- S. whiteheadi Londt, 1992
- S. zirconius Londt, 1992
- S. zonatus Loew, 1858